# Đảo Staten
Đảo Staten (tiếng Anh: Staten Island) là một quận của Thành phố New York nằm trong phần phía tây nam của thành phố. Ngăn cách Đảo Staten với tiểu bang New Jersey là hai eo biển Arthur Kill và Kill Van Kull; về hướng đông thì Vịnh New York ngăn cách đảo với phần còn lại của New York. Với dân số 487.407 người, Đảo Staten là quận ít người nhất trong số năm quận nhưng là quận lớn thứ ba tính theo diện tích (153 km²).
Quận Đảo Staten cùng có chung địa giới với Quận Richmond, quận cực nam của tiểu bang New York. Trước năm 1975, quận này có tên chính thức là Quận Richmond. Đảo Staten đôi khi được cư dân gọi là "quận bị lãng quên" vì họ có cảm giác rằng chính quyền Thành phố New York đã thờ ơ với quận này.
Đảo Staten về tổng quan là quận ngoại thành nhất trong năm quận của Thành phố New York. Bờ biển phía bắc, đặc biệt là các khu dân cư St. George, Tompkinsville, Park Hill, và Stapleton, là khu vực đô thị lớn nhất của đảo. Đây gồm có khu lịch sử được ấn định chính thức là Khu St. George và Khu lịch sử St. Paul’s Avenue-Stapleton Heights. Ở đây có nhiều nhà cửa lớn cất theo kiểu kiến trúc thời Victoria. Bờ biển phía nam có các khu dân cư có vẻ ngoại ô hơn và là nơi có một con đường lát gỗ dài 2,5 dặm Anh. Đây là con đường lát gỗ dài thứ tư trên thế giới. Trong lịch sử, các khu vực trung và miền nam của đảo trước đây là nơi chuyên nuôi gia cầm và bò cung cấp sữa cho thành phố. Tuy nhiên ngành nông nghiệp ở đây gần như đã biến mất sang thế kỷ 20.
Quận được nối với Brooklyn bằng Cầu Verrazano-Narrows còn ba cây cầu Goethals, Outerbridge Crossing, và Bayonne nối đảo với các thị trấn bên New Jersey. Giao thông công cộng trên đảo Staten có xe buýt và một tuyến đường sắt tốc hành của Cơ quan Giao thông Vùng đô thị New York (Metropolitan Transportation Authority), Đường sắt Đảo Staten khởi hành từ bến phà ở Đường George đến Tottenville. Phà Đảo Staten (miễn phí) nối liền đảo với Manhattan, ngoài chức năng phương tiện giao thông còn là điểm thu hút du khách vì tuyến phà băng qua vịnh cho khách nhìn thấy quang cảnh của Tượng Nữ thần Tự do, Đảo Ellis và mũi cực nam của Manhattan chi chít những cao ốc chọc trời.
| Sơ lược về năm quận của New York  |                    |                                 |               |               |
| Khu vực thẩm quyền                | Khu vực thẩm quyền | Dân số                          | Diện tích đất | Diện tích đất |
| Quận (thành phố)                  | Quận (tiểu bang)   | ước tính vào 1 tháng 7 năm 2008 | dặm vuông     | Cây số vuông  |
| Manhattan                         | New York           | 1.634.795                       | 23            | 59            |
| the Bronx                         | Bronx              | 1.391.903                       | 42            | 109           |
| Brooklyn                          | Kings              | 2.556.598                       | 71            | 183           |
| Queens                            | Queens             | 2.293.007                       | 109           | 283           |
| Đảo Staten                        | Richmond           | 487.407                         | 58            | 151           |
| Thành phố New York                | Thành phố New York | 8.363.710                       | 303           | 786           |
| Tiểu bang New York                | Tiểu bang New York | 19.490.297                      | 47.214        | 122.284       |
| Nguồn: Cục điều tra dân số Hoa Kỳ |                    |                                 |               |               |

## Lịch sử
Trong thế kỷ 16, đảo là một phần của một khu vực rộng hơn được biết là Lenapehoking có người Lenape sinh sống. Họ là một bộ tộc thổ dân châu Mỹ có tiếng nói riêng thuộc nhóm ngôn ngữ Algonquian và sau này người châu Âu gọi họ là người "Delaware". Nhóm người chiếm phần phía nam đảo được gọi tên là người Raritan. Đối với người Lenape, đảo này được biết tên là Aquehonga Manacknong và Eghquaons (Jackson, 1995). Đảo có các đường mòn phía dưới đồi viềng quanh. Một trong các đường mòn này men theo sườn phía nam của ngọn núi gần nơi ngày nay là Lộ Richmond và Lộ Amboy. Người Lenape không sống trong các lều trại cố định mà họ di chuyển theo mùa, canh tác theo phương pháp đốt rẫy làm nông. Thức ăn chủ yếu của họ là loài sò hến (shellfish) trong đó có hào (oyster) là loài bản địa của vùng thượng và hạ Vịnh New York.

### Đảo Staten

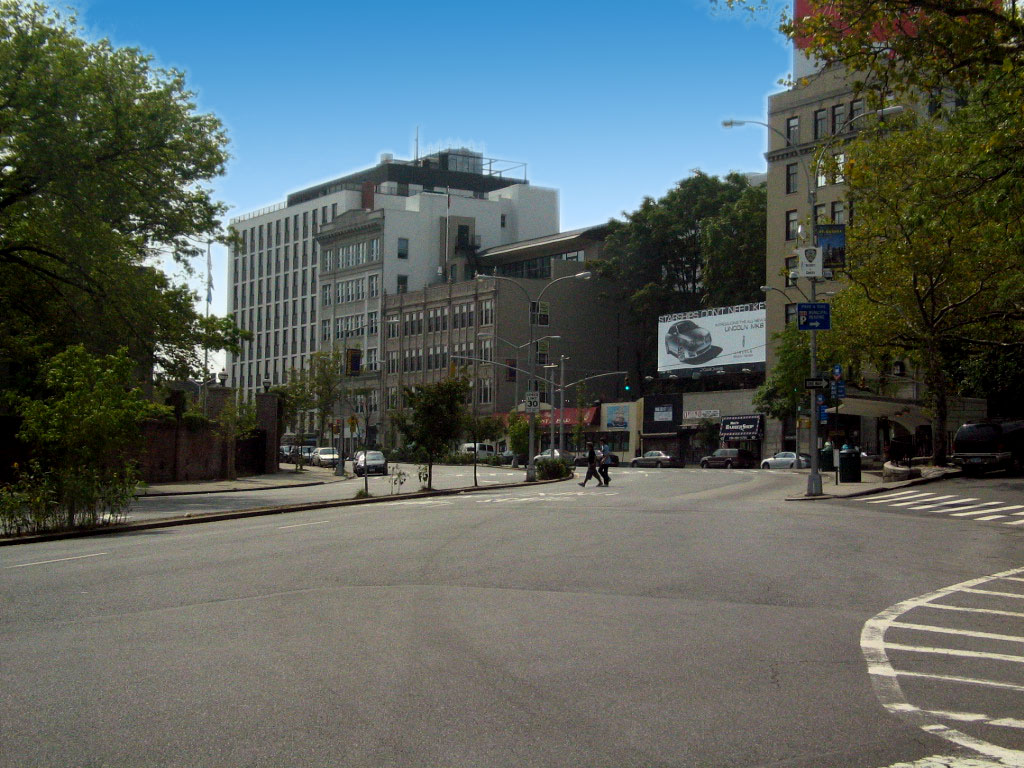
Một phần của Phố St. George

Sự tiếp xúc của người châu Âu đầu tiên với đảo này được ghi nhận là vào năm 1524 do Giovanni da Verrazzano thực hiện. Ông đi thuyền qua eo biển "The Narrows". Năm 1609, Henry Hudson thiết lập nơi buôn bán của người Hà Lan trong khu vực và đặt tên đảo là Staaten Eylandt theo tên của Tướng Staten của Hà Lan.
Mặc dù khu định cư Hà Lan đầu tiên của thuộc địa Tân Hà Lan được xây trên Manhattan lân cận vào năm 1620, Staaten Eylandt vẫn không bị người Hà Lan thuộc địa hoá trong nhiều thập niên. Từ năm 1639 đến năm 1655, người Hà Lan đã ba lần tìm cách thiết lập một khu định cư thường trực trên hòn đảo nhưng mỗi lần như vậy đều bị phá huỷ vì các cuộc xung đột giữa người Hà Lan và các bộ lạc địa phương. Năm 1661, khu định cư thường trực đầu tiên của người Hà Lan được thiết lập ở Oude Dorp (tiếng Hà Lan có nghĩa là "Làng xưa"), ngay phía nam của the Narrows gần South Beach. Ngày nay, vết tích cuối cùng của Oude Dorp còn tồn tại là khu dân cư Old Town nằm kề bên Lộ Old Town.

### Quận Richmond
Vào cuối cuộc chiến tranh giữa Hà Lan và Anh lần thứ hai, người Hà Lan nhượng lại thuộc địa Tân Hà Lan cho Anh Quốc theo hiệp ước Breda và đảo mà bây giờ có tên được Anh hóa thành "Staten Island" trở thành một phần đất của thuộc địa New York mới của Anh.
Năm 1670, người bản thổ Mỹ từ bỏ hết mọi lời tuyên bố chủ quyền đối với Đảo Staten cho người Anh trong một khế ước với Thống đốc Francis Lovelace. Năm 1671, để khuyến khích mở rộng các khu định cư của người Hà Lan, người Anh đã tái khảo sát "Oude Dorp" (lúc đó được biết là Old Town) và mở rộng các lô đất dọc theo bờ biền đến phía nam. Các lô đất này chủ yếu được người Hà Lan định cư và được biết với cái tên là Nieuwe Dorp (có nghĩa là "Làng mới") rồi sau đó được Anh hóa thành "New Dorp".
Thuyền trưởng Christopher Billopp, sau những năm phục vụ tận tụy trong Hải quân Hoàng gia Anh, đã đến châu Mỹ năm 1674 để chỉ huy một đại đội bộ binh. Năm sau đó, ông định cư tại Đảo Staten nơi ông được ban tặng một mãnh đất rộng 932 mẫu Anh (3,8 km²).
Năm 1683, thuộc địa New York được chia thành 10 quận. Đảo Staten cũng như một số tiểu đảo lân cận được nhập thành Quận Richmond. Tên được lấy từ chức vị của một vị hoàng tử không chính thức của Vua Charles II.
Năm 1687 và năm 1688, người Anh chia đảo thành bốn phân khu hành chính dựa trên đặc điểm tự nhiên: 21 km² khu nhà thống đốc thuộc địa Thomas Dongan tại vùng đồi trung tâm được gọi là "Lordship hay Manner of Cassiltown" cùng với ba phân khu hành chính Bắc, Nam và Tây. Các khu hành chính này sau đó trở thành bốn xã Castleton, Northfield, Southfield, và Westfield. Năm 1698, dân số trên đảo là 727.
Năm 1729, một quận lỵ được thiết lập ở làng Richmond Town nằm gân trung tâm đảo. Đến năm 1771, dân số đảo lên đến 2.847.

### Cách mạng Mỹ và thế kỷ 19
Đảo đóng vai trò quan trọng trong Chiến tranh Cách mạng Mỹ. Ngày 17 tháng 3 năm 1776, các lực lượng Anh dưới quyền tư lệnh của William Howe tháo chạy khỏi thành phố Boston và đi thuyền về Halifax, Nova Scotia. Từ Halifax, Howe chuẩn bị tấn công Thành phố New York. Howe sử dụng vị trí chiến lược của Đảo Staten làm nơi xuất phát cho cuộc tấn công. Howe thiết lập tổng hành dinh của mình tại New Dorp. Chính nơi đây các đại diện của chính phủ Anh được cho là đã nhận được thông báo đầu tiên về Tuyên ngôn Độc lập Hoa Kỳ.
Tháng tiếp theo, tháng 8 năm 1776, các lực lượng Anh vượt the Narrows vào Brooklyn và cầm chân lực lượng Mỹ dưới quyền Tướng George Washington trong Trận Long Island. Kết quả là Anh chiếm được New York. Ba tuần sau đó, ngày 1 tháng 9 năm 1776, người Anh tiếp nhận một phái đoàn Mỹ gồm có Benjamin Franklin, Edward Rutledge, và John Adams tại nhà hội nghị trên mũi tây nam của đảo trên khu bất động sản xưa kia của Christopher Billop. Người Mỹ từ chối hứa hẹn hòa bình của người Anh để đổi lấy việc người Mỹ phải rút lại tuyên bố độc lập. Hội nghị kết thúc mà không có một thỏa hiệp nào.

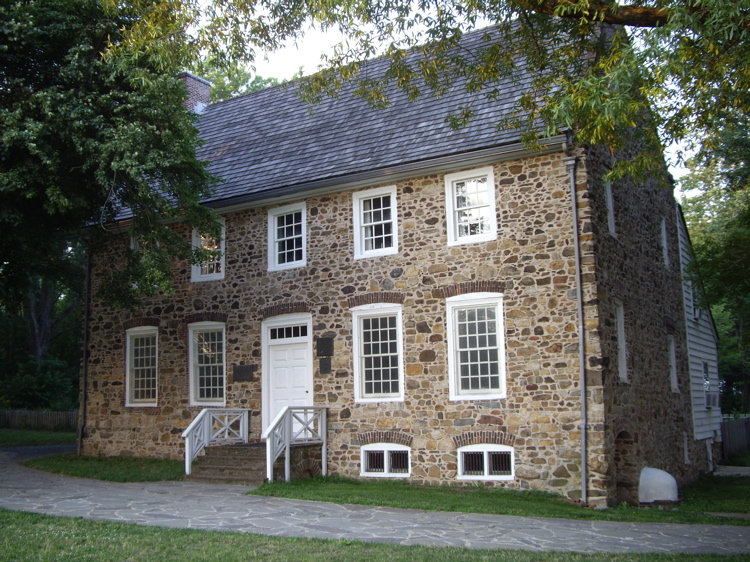
Ngôi nhà Hội nghị

Ngày 22 tháng 8 năm 1777, Trận Đảo Staten xảy ra giữa quân Anh và một số đại đội thuộc Trung đoàn Canada số 2 chiến đấu bên cạnh các đại đội khác của Mỹ. Trong lúc trận chiến chưa phân thắng bại vì cả hai phía đều có hàng trăm người bị bắt làm tù binh thì người Mỹ rút lui.
Các lực lượng Anh vẫn ở trên Đảo Staten suốt chiến tranh. Mặc dù đa số người dân địa phương có xu hướng bảo hoàng nhưng việc tuyển thêm người của đảo vào quân đội phục vụ chiến tranh đã khiến cho người dân trên đảo cảm thấy khó chịu. Người Anh vẫn giữ tổng hành dinh của mình tại các khu dân cư như Bulls Head. Nhiều tòa nhà và nhà thờ bị tàn phá. Nhu cầu quân sự sử dụng các nguồn tài nguyên đã khiến cho rừng trên đảo bị tàn phá vào cuối chiến tranh. Người Anh lại sử dụng đảo làm nơi tiếp nhận cuộc di tản cuối cùng khỏi Thành phố New York vào ngày 5 tháng 12 năm 1783. Sau chiến tranh, các chủ đất lớn thuộc phái bảo hoàng bỏ trốn sang Canada. Tài sản của họ bị phân chia nhỏ và bán đi.
Ngày 4 tháng 7 năm 1827, sự kết thúc chế độ nô lệ tại tiểu bang New York được ăn mừng tại Khách sạn Swan, West Brighton. Năm 1860, những phần đất thuộc phân khu Castleton và Southfield biến thành một thị trấn mới tên là Middletown. Làng New Brighton trong thị trấn Castleton được hợp nhất vào năm 1866. Năm 1872 Làng New Brighton sáp nhập tất cả phần còn lại của thị trấn Castleton và nằm tiếp giáp với thị trấn này.

### Thống nhất với Thành phố New York
Các thị trấn và làng bị giải thể năm 1898 khi đảo kết hợp thống nhất vào Thành phố New York. Richmond trở thành một trong năm quận của Thành phố New York thống nhất. Trừ các khu vực dọc theo bến cảng, phần lớn quận vẫn chưa được phát triển cho đến khi Cầu Verrazano-Narrows được xây dựng năm 1964. Cây cầu này đã mở cửa hòn đảo chào đón sự phát triển rầm rộ vì hòn đảo từ nay có con đường thông thương với Brooklyn. Cầu Verrazano, cùng với ba cây cầu chính của Đảo Staten, đã tạo ra một con đường mới cho dân chúng và du khách đi lại từ tiểu bang New Jersey đến Brooklyn, Manhattan, và nhưng khu vực xa hơn trên Long Island. Hệ thống xa lộ chạy giữa các cầu có hiệu quả cắt xẻ các khu dân cư củ của quận.
Các cầu mới, đường sá, và tất cả hệ thống giao thống chính được xây dựng vào đầu nữa thập niên 1990. Cầu Verrazano Bridge đã làm tan biến vẽ tự nhiên ngoại ô trên Đảo Staten. Nó càng trở nên đô thị hóa hơn qua năm tháng. Đến năm 2010, Đảo Staten sẽ có một dân số được ước đoán khoảng 500.000 người.
Suốt thập niên 1990, một phong trào đòi tách quận ra khỏi thành phố càng ngày thêm phát triển trong dân chúng, lên đến đỉnh điểm trong nhiệm kỳ thị trưởng của David Dinkins. Trong kỳ trưng cầu dân ý năm 1993, 65% cử tri bỏ phiếu tán thành việc tách rời khỏi thành phố, nhưng việc thực thi bị Nghị viện Tiểu bang New York ngăn cản.
Trong thập niên 1980, Hải quân Hoa Kỳ có một căn cứ trên Đảo Staten được đặt tên là Trạm Hải quân New York. Ban đầu, căn cứ này được dùng làm bến nhà của thiết giáp hạm USS Iowa (BB-61), nhưng vụ nổ một trong các tháp pháo của chiến hạm đã khiến nó bị Hải quân Hoa Kỳ cho ra khỏi danh sách phục vụ. Một số tàu khác trong đó có các khu trục hạm nhỏ như USS Donald B. Beary FF 1085 và USS Ainsworth FF 1090, ít nhất một tuần dương hạm là USS Normandy (CG-60) cũng có căn cứ ở đây. Căn cứ này bị đóng cửa vào năm 1994. Cuối cùng, một kế hoạch sử dụng khu căn cứ này làm phim trường bởi diễn viên và cũng chính là người bản xứ New York, Danny Aiello bị thất bại vì vấn đề tài chính. Mới đây tài sản này đang được thông báo là sẽ được biến thành một khu dân cư mặt tiền biển, đa mục đích.

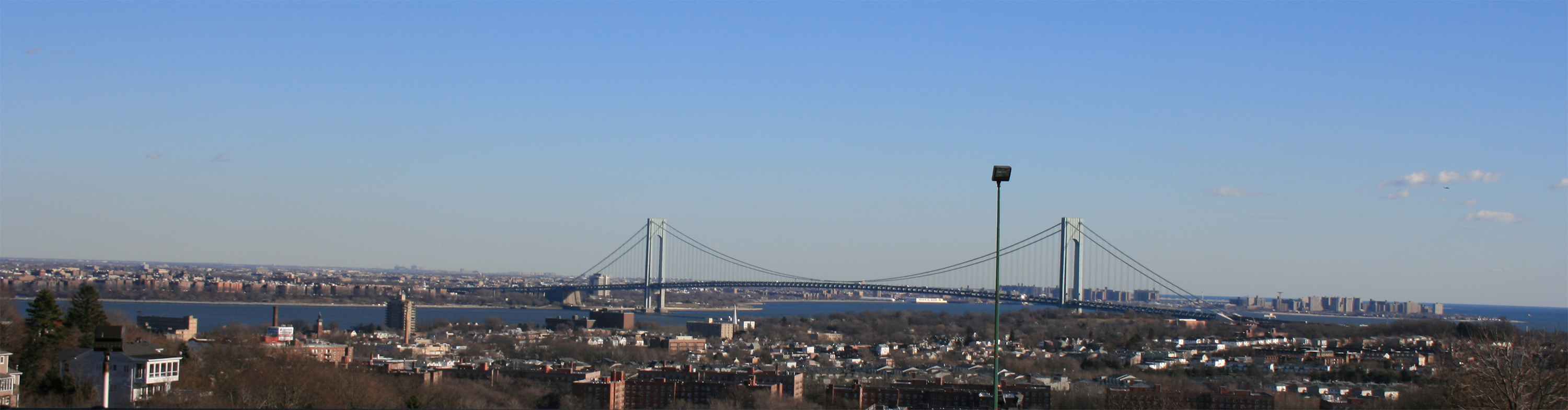
Quang cảnh Cầu Verrazano-Narrows, nối phần phía đông của đảo với Brooklyn và thúc đẩy một thời đại mới của phát triển

## Địa lý
Theo Cục Điều tra Dân số Hoa Kỳ, quận có tổng diện tích 265,5 km² (102,5 dặm vuông Anh). Đất chiếm 151,5 km² (58,5 dặm vuông) và nước chiếmr 114,0 km² (44,0 dặm vuông) hay 42,95%.
Đảo Staten cách Long Island bởi eo biển the Narrows và đất liền New Jersey bởi eo biển Arthur Kill và Kill Van Kull.
Ngoài đảo chính, quận cũng có một số đảo nhỏ không người:
- Đảo Meadows
- Đảo Prall
- Đảo Shooters (trong Vịnh Newark; một phần của nó thuộc New Jersey)
- Đảo Swinburne (trong Vịnh Hạ New York)
- Đảo Hoffman (trong Vịnh Hạ New York)

Điểm cao nhất trên đảo là đỉnh Todt Hill, cao 410 ft (125 mét), cũng là điểm cao nhất trong năm quận của New York cũng như điểm cao nhất trên bình nguyên duyên hải Đại Tây Dương tính từ phía nam của Great Blue Hill thuộc Massachusetts và là điểm cao nhất duyên hải phía đông tính từ phía nam Maine's Camden Hills.
Trong thập niên 1960, đảo là nơi xảy ra các cuộc chiến quan trọng về việc bảo tồn không gian mở. Kết quả nó trở thành nơi có đất dành cho công viên lớn nhất tại Thành phố New York. Có một "vành đai xanh" quấn quanh đảo với nhiều đường mòn hai bên có nhiều rừng cây.
Đảo Staten là quận duy nhất của Thành phố New York không có ranh giới trên bộ với quận khác (Marble Hill thuộc Manhattan nằm sát bên cạnh quận the Bronx).

### Các quận (thuộc tiểu bang) lân cận

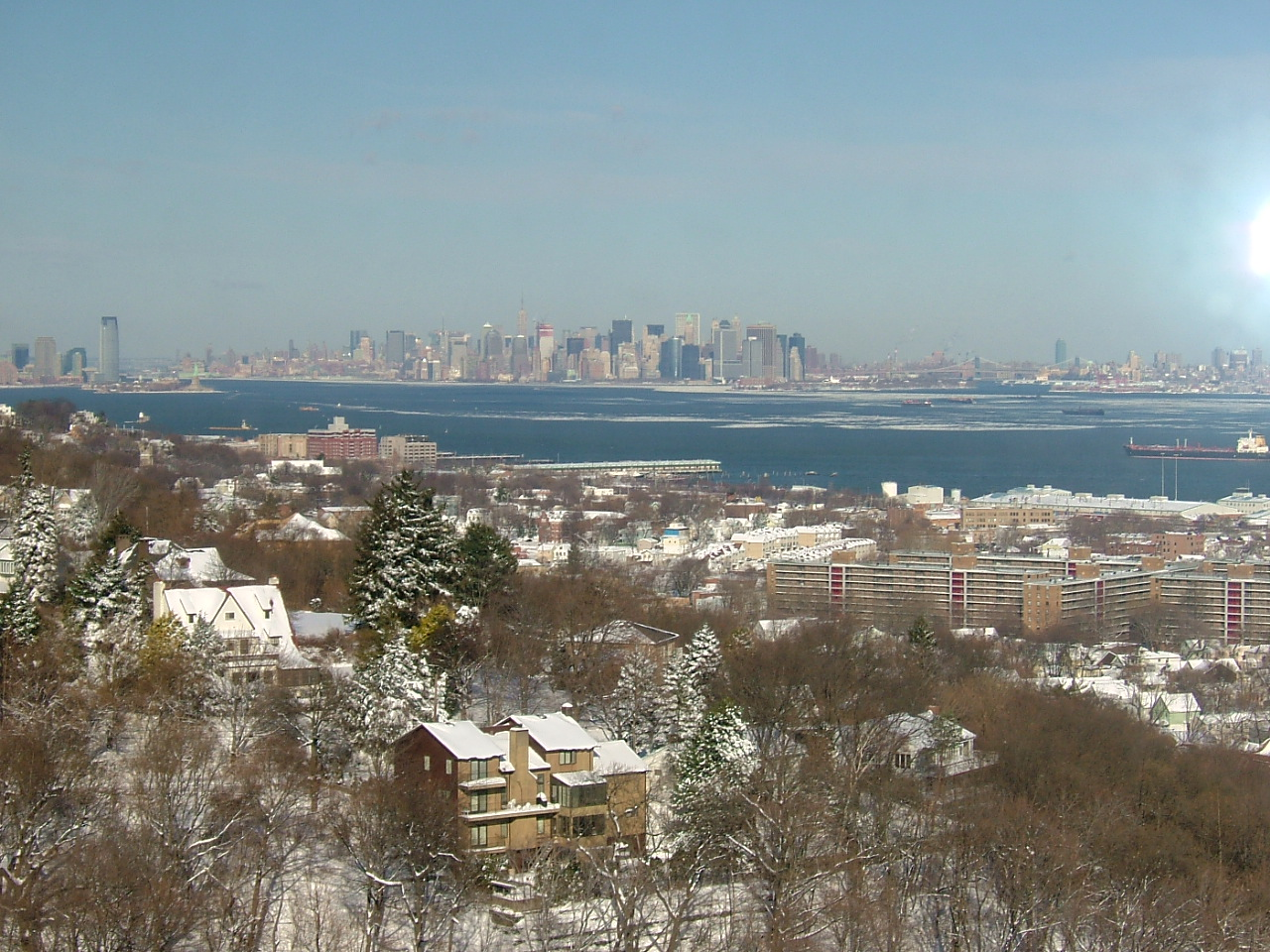
Thành phố Jersey, Tượng Nữ thần Tự do, Hạ Manhattan, và Trung tâm Brooklyn được nhìn thấy từ Đông Bắc Đảo Staten.

- Quận New York, tiểu bang New York (Manhattan) - bắc
- Quận Hudson, New Jersey - bắc
- Quận Union, New Jersey - tây
- Quận Middlesex, New Jersey - tây
- Quận Queens, tiểu bang New York (Queens) - đông
- Quận Kings, tiểu bang New York (Brooklyn) - đông bắc
- Quận Monmouth, New Jersey - nam

### Công viên
Một số không gian mở và khu vực lịch sử của đảo được hợp nhất vào năm 1972 thành "Khu giải trí quốc gia Gateway", một phần của Hệ thống Công viên Quốc gia Hoa Kỳ.
Các hồ ao Clay Pit là một khu dự trử công viên tiểu bang rộng 1 km² có đa dạng phong cảnh. Các suối, đồng rộng, rừng cây và đất ngậm nước là nơi sinh sống của nhiều loại động thực vật. Lưu trữ ngày 29 tháng 6 năm 2009 tại Wayback Machine
"Công viên những hồ Clove" rộng 0,77 km² có một đồng cỏ lớn, bốn hồ liên kết với nhau qua các con suối là nơi dành cho chèo thuyền, câu cá cũng như nơi trượt băng ngoài trời (trong mùa đông). Công viên những hồ Clove cũng còn được dùng làm nơi picnic, khu vui chơi, sân bóng chày, đi bộ theo đường mòn... Lưu trữ ngày 15 tháng 8 năm 2011 tại Wayback Machine
South Beach là một bãi biển tắm nắng có quang cảnh đẹp của Đại Tây Dương và Vịnh Hạ New York. Đường lót gỗ F.D.R. dọc theo South Beach dài 2,5 dặm Anh là con đường lót gỗ dài hạng tư trên thế giới. Du khách có thể thưởng ngoạn bằng cách đi bộ hay đi xe đạp suốt các mùa trong năm. Câu cá được cho phép từ tháng 10 đến tháng 5. Lưu trữ ngày 4 tháng 9 năm 2011 tại Wayback Machine
Công viên Great Kills dành cho bơi lội ở khu bãi biển, câu cá cách xa bờ, cũng có các sân dành cho bóng chày và bóng bầu dục hay chạy bộ, đi xe đạp theo đường mòn. Câu cá và đi thuyền rất phố biến suốt năm. Lưu trữ ngày 12 tháng 4 năm 2009 tại Wayback Machine
Sân Golf và Công viên Latourette nằm trong vành đai xanh Đảo Staten. Công viên xanh này có sân golf 18 lỗ được xây trong 1 khu đất rộng 0,5 km² trong khu đất rừng rộng 1,84 km². Khi đến mùa đông cũng có các khu dành cho trượt tuyết và xe trượt tuyết. Lưu trữ ngày 23 tháng 7 năm 2009 tại Wayback Machine
Công viên Silver Lake là một khu giải trí rộng 0,43 km² có một sân golf 18 lỗ, các sân tennis, chỗ cất quần áo, phòng tắm, tiệm ăn và một câu lạc bộ. Lưu trữ ngày 29 tháng 6 năm 2009 tại Wayback Machine

## Giao thông
Phà Đảo Staten là hệ thống giao thông trực tiếp duy nhất từ Đảo Staten đến Manhattan trong vòng 25 phút. Bến phà St. George 55 năm đã được tu sửa với số tiền 130 triệu đô la Mỹ và hiện nay có kính từ sàn đến trần cho du khách mục kích cảnh bến phà và những chiếc phà ra vào. Tiền phí qua phà đã bị dẹp bỏ vào năm 1997.
Đảo Staten nối với Brooklyn qua Cầu Verrazano-Narrows sử dụng Xa lộ Liên tiểu bang 278 (I-278), Xa lộ Tốc hành Đảo Staten. Một khi đến Brooklyn, I-278 trở thành Xa lộ Tốc hành Gowanus và sau đó thành Xa lộ Tốc hành Brooklyn Queens đi đến Manhattan qua nhiều cầu và đường hầm.
Đảo Staten nối liền với tiểu bang New Jersey qua ba cầu và một cầu xe lửa. Cầu sắt "Outerbridge Crossing" đến Perth Amboy, New Jersey nằm ở cuối phía nam của Đường 440. Cầu Bayonne đến Bayonne, New Jersey nằm ở cuối phía bắc của Đường 440 và tiếp tục đi đến Thành phố Jersey, New Jersey. Từ lộ thu phí "New Jersey Turnpike", Cầu Goethals sử dụng Xa lộ Liên tiểu bang 278 (I-278) nối Xa lộ Tốc hành Đảo Staten. Cầu xa lửa "Arthur Kill Vertical Lift" phục vụ các chuyến xe lửa chở hàng giữa phần tây bắc đảo và Elizabeth, New Jersey.
Đường sắt Đảo Staten chạy qua đảo từ mũi phía đông bắc đến mũi phía nam. Đảo Staten là quân duy nhất không có dịch vụ của New York City Subway. Dịch vụ xe buýt tốc hành phục vụ khắp đảo đến và đi từ khu trung tâm Manhattan.

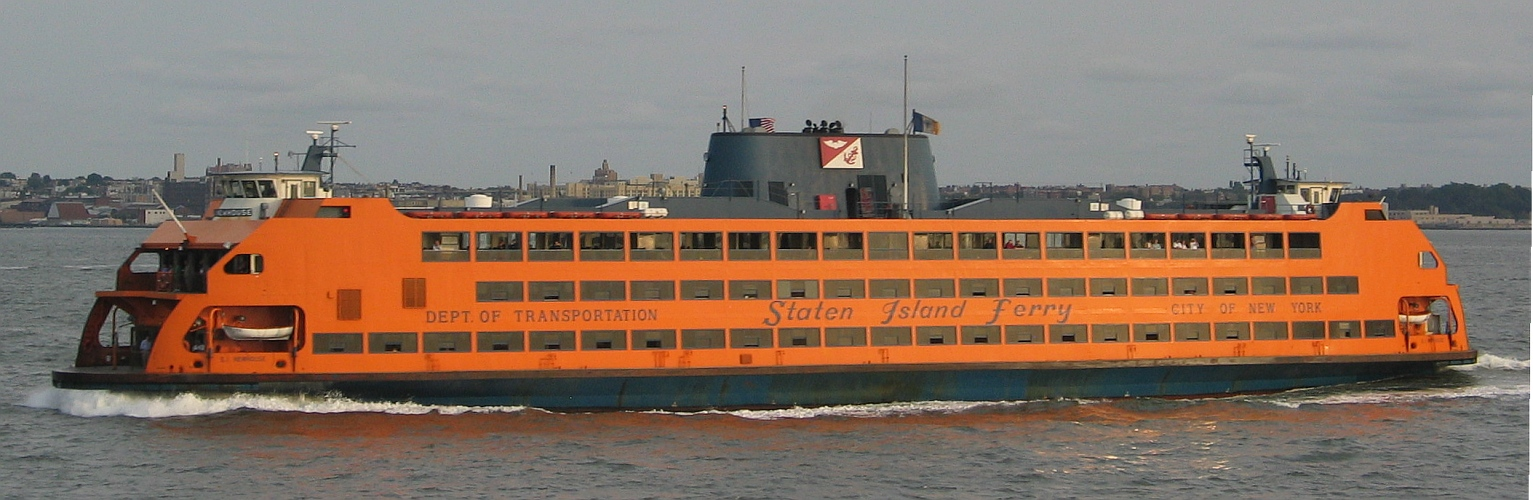
Phà Đảo Staten nối liền lưu thông giữa Hạ Manhattan và bến phà St. George.
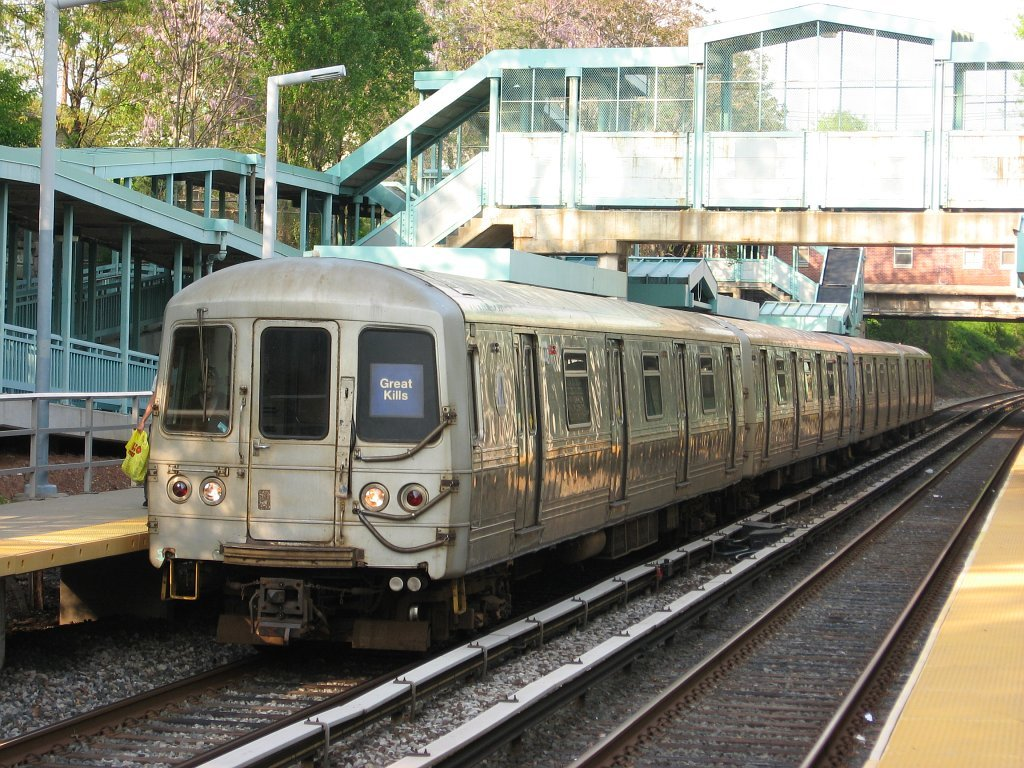
Đường sắt Đảo Staten hoạt động theo hành lang Lộ Richmond/Amboy.
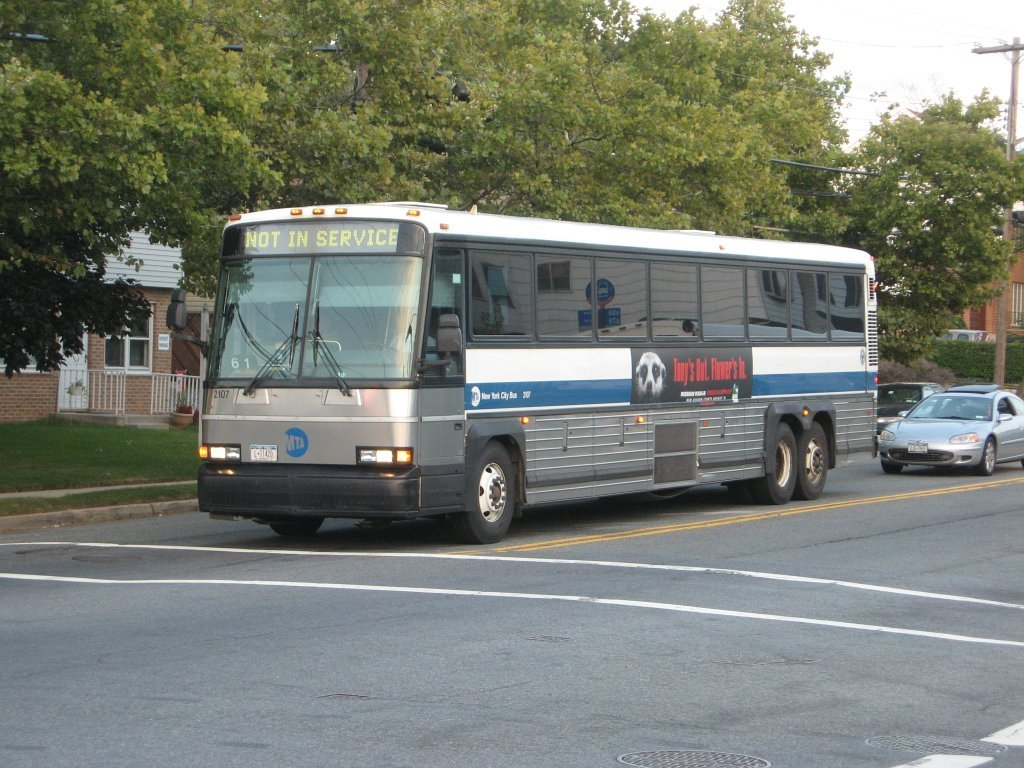
Xe buýt tốc hành hoạt động khắp đảo đến và đi từ Manhattan.

## Chính quyền

Cờ của Đảo Staten

Kể từ khi thống nhất với Thành phố New York vào năm 1898, Đảo Staten được quản trị theo Hiến chương Thành phố New York với hệ thống chính quyền thị trưởng-hội đồng "mạnh". Chính quyền trung ương Thành phố New York có trách nhiệm về giáo dục công cộng, các viện quản giáo (nhà tù), thư viện, an ninh, các khu giải trí, vệ sinh, cấp nước và các dịch vụ phúc lợi trên Đảo Staten.
Văn phòng của quận trưởng được thành lập khi thống nhất vào năm 1898 để cân bằng giữa tập quyền với thẩm quyền địa phương. Mỗi quận trưởng từng có một vai trò hành pháp mạnh vì có một phiếu bầu trong "Ban Dự thảo Ngân sách Thành phố New York". Ban này có trách nhiệm hoạch định và chấp thuận những đề nghị về quyền sử dụng đất và ngân sách của chính quyền thành phố. Năm 1989, Tối cao Pháp viện Hoa Kỳ tuyên bố Ban Dự thảo Ngân sách này là vi hiến vì cho rằng Brooklyn, quận đông dân nhất, không có nhiều đại diện hữu hiệu trong ban này so với Đảo Staten, quận ít dân nhất. Đây là một vi phạm đối với Tu chính án 14, Hiến pháp Hoa Kỳ.
Từ năm 1990, quận trưởng hành động như một người hùng biện cho quận của mình tại các ban ngành của thành phố, hội đồng thành phố, chính quyền tiểu bang New York, và các công ty.
Mỗi quận thành phố là một quận của tiểu bang vì thế có hệ thống toà án tội phạm riêng biệt và một biện lý. Biện lý là công tố viên trưởng được bầu trực tiếp qua hình thức phổ thông đầu phiếu. Đảo Staten có ba thành viên trong Hội đồng thành phố. Đảo cũng có ba khu hành chính, mỗi khu có một ban cộng đồng địa phương phục vụ. Ban cộng đồng là bộ phận đại diện lắng nghe ý kiến đóng góp và phục vụ với tư cách như những người hô hào đốc thúc hay hùng biện cho cư dân địa phương.

## Thư viện
Mười hai nhánh của Thư viện Công cộng New York phục vụ quận. Thư viện có các lớp hướng dẫn máy vi tính và dạy tiếng Anh miễn phí cho những người nói ngôn ngữ khác.